# Roberts Blumbergs
Roberts Blumbergs (Ventspils, 29 aprile 1998) è un cestista lettone.

## Carriera

### Nazionale
Nel 2017 ha disputato, con la Lettonia under 20, l'Europeo di categoria.